# Senta
Senta (izvirno srbsko Сента; madžarsko Zenta) je naselje v Banatu v Srbiji, v avtonomsni pokrajini Vojvodini. Senta je središče istoimenske občine; slednja pa je del Severnobanatskega upravnega okraja.

## Demografija
V naselju živi 16396 polnoletnih prebivalcev, pri čemer je njihova povprečna starost 40,9 let (38,8 pri moških in 42,8 pri ženskah). Naselje ima 7938 gospodinjstev, pri čemer je povprečno število članov na gospodinjstvo 2,56.
V Senti so prebivalci v veliki večini (več kot 3/4) madžarsko govoreči (glede na rezultate popisa iz leta 2002), a v času zadnjih treh popisov je opazno zmanjšanje števila prebivalcev.
|  |

| Demografija | Demografija     | Demografija     |
| Leto        | Št. prebivalcev | Št. prebivalcev |
| ----------- | --------------- | --------------- |
|             |                 |                 |
|             |                 |                 |
|             |                 |                 |
|             |                 |                 |
| 1948        | 23277           |                 |
| 1953        | 23320           |                 |
| 1961        | 25062           |                 |
| 1971        | 24723           |                 |
| 1981        | 23690           |                 |
| 1991        | 22827           | 22531           |
| 2002        | 21119           | 20302           |
|             |                 |                 |

| Etnična sestava po popisu iz leta 2002 | Etnična sestava po popisu iz leta 2002 | Etnična sestava po popisu iz leta 2002 | Etnična sestava po popisu iz leta 2002 | Etnična sestava po popisu iz leta 2002 |
| -------------------------------------- | -------------------------------------- | -------------------------------------- | -------------------------------------- | -------------------------------------- |
| Madžari                                | Madžari                                |                                        | 15.860                                 | 78,12%                                 |
| Srbi                                   | Srbi                                   |                                        | 2.655                                  | 13,07%                                 |
| Jugoslovani                            | Jugoslovani                            |                                        | 373                                    | 1,83%                                  |
| Romi                                   | Romi                                   |                                        | 235                                    | 1,15%                                  |
| Črnogorci                              | Črnogorci                              |                                        | 118                                    | 0,58%                                  |
| Hrvati                                 | Hrvati                                 |                                        | 78                                     | 0,38%                                  |
| Albanci                                | Albanci                                |                                        | 57                                     | 0,28%                                  |
| Muslimani                              | Muslimani                              |                                        | 38                                     | 0,18%                                  |
| Makedonci                              | Makedonci                              |                                        | 30                                     | 0,14%                                  |
| Bunjevci                               | Bunjevci                               |                                        | 26                                     | 0,12%                                  |
| Slovaki                                | Slovaki                                |                                        | 24                                     | 0,11%                                  |
| Slovenci                               | Slovenci                               |                                        | 12                                     | 0,05%                                  |
| Rusini                                 | Rusini                                 |                                        | 10                                     | 0,04%                                  |
| Nemci                                  | Nemci                                  |                                        | 10                                     | 0,04%                                  |
| Rusi                                   | Rusi                                   |                                        | 8                                      | 0,03%                                  |
| Ukrajinci                              | Ukrajinci                              |                                        | 6                                      | 0,02%                                  |
| Bošnjaki                               | Bošnjaki                               |                                        | 3                                      | 0,01%                                  |
| Bolgari                                | Bolgari                                |                                        | 2                                      | 0,00%                                  |
| Romuni                                 | Romuni                                 |                                        | 1                                      | 0,00%                                  |
| Neznano                                | Neznano                                |                                        | 38                                     | 0,18%                                  |